# Saint-Antoine-la-Forêt
Saint-Antoine-la-Forêt är en kommun i departementet Seine-Maritime i regionen Normandie i norra Frankrike. Kommunen ligger i kantonen Lillebonne som tillhör arrondissementet Le Havre. År 2022 hade Saint-Antoine-la-Forêt 1 101 invånare.

## Befolkningsutveckling
Antalet invånare i kommunen Saint-Antoine-la-Forêt
| Referens: INSEE |